# Alina Garciamendez
Alina Lisi Garciamendez Rowold (* 16. April 1991 in Los Gatos, Kalifornien) ist eine ehemalige US-amerikanische Fußballspielerin mit mexikanischen Wurzeln.

## Karriere
Garciamendez startete ihre Karriere mit dem texanischen Fußballverein Dallas Texans. In dieser Zeit spielte sie von 2004 bis 2008 die Wintersaison mit den Ursuline Academy Bears.
Die 1,76 Meter große Innenverteidigerin stand von August 2009 bis Winter 2012 bei den Stanford Cardinals unter Vertrag, für die sie in den Spielzeiten 2009 und 2010 alle 52 Pflichtspiele absolvierte. Im Spieljahr 2010 erzielte sie zudem ihr erstes Pflichtspieltor für die Cardinals beim 2:1-Sieg gegen Santa Clara.
Am 11. Januar 2013 wurde sie beim NWSL-Draft als Nummer 19 der zweiten Runde von Washington Spirit gezogen. Nach ihrem Uni-Abschluss wechselte sie im Februar in die neugegründete National Women’s Soccer League, die höchste amerikanische Profiliga im Frauenfußball, zu den Washington Spirit. Im April 2013 nahm sie an einem Probetraining des deutschen Fußballligisten 1. FFC Frankfurt teil. Diesen Leistungstest konnte sie bestehen und wechselte am 30. Juni 2013 nach Deutschland. Für Frankfurt absolvierte sie aber nur zwei Spiele in der Bundesliga sowie das Pokalfinale, bei dem sie zwei Minuten vor dem Spielende eingewechselt wurde. Zudem spielte sie neunmal in der zweiten Mannschaft. Am 1. Juni 2014 wurde Garciamendez beim 1. FFC Frankfurt verabschiedet, sie kehrte anschließend in die USA zurück.

### International
Nachdem Garciamendenz die U-15 und U-16 der USA durchlaufen hatte, fiel sie 2006 durch mehrere Leistungstests der US-amerikanische Fußballnationalmannschaft der Frauen und entschied sich dann für die mexikanische U-18 Frauenfußballnationalmannschaft.
Garciamendenz nahm 2008 mit der mexikanischen U-20-Frauenfußballnationalmannschaft an der U-20-WM in Chile teil und wurde in zwei Spielen eingesetzt, in denen Mexiko aber fünf Gegentore kassierte (1:5 gegen den späteren Vizeweltmeister Nordkorea und 0:5 gegen Brasilien). Am 24. Juli 2009 folgte gegen Venezuela ihr erstes Länderspiel für die Mexikanische Fußballnationalmannschaft der Frauen.
Die Verteidigerin spielte bei der U-20-Fußball-Weltmeisterschaft der Frauen 2010 in Deutschland wieder für die mexikanische U-20-Frauenfußballnationalmannschaft und erzielte gegen Nigeria den Ausgleichstreffer zum 1:1-Endstand, wodurch Mexiko sich den Gruppensieg sicherte. Beim CONCACAF Women’s Gold Cup 2010 erreichte sie mit Mexiko das Endspiel gegen Kanada und qualifizierte sich damit für die WM 2011. Mexiko verlor dann aber gegen Kanada mit 0:1. Bei der Fußball-Weltmeisterschaft der Frauen 2011 gehörte sie dann zum mexikanischen WM-Kader und absolvierte alle drei Vorrundenspiele der Mexikanerinnen in voller Länge. Sie gehörte auch zum Kader für den 2014er Gold-Cup, bei dem sich Mexiko als Dritter für die WM 2015 qualifizierte und gehört zum Kader der Mexikanerinnen für die WM 2015 in Kanada.

## Erfolge
- DFB-Pokalsiegerin: 2014